# Acadèmia Àrab de Damasc
 L'Acadèmia Àrab de Damasc (àrab: مجمع اللغة العربية بدمشق, Majmaʿ al-luḡa al-ʿarabiyya bi-Dimaxq, literalment ‘Acadèmia de la Llengua Àrab a Damasc’) és l'acadèmia reguladora de l'àrab més antiga que existeix. Establida l'any 1918, durant el regnat de Faisal I de Síria, té la seu a la Madrassa al-Adiliyah, a Damasc.
L'arabització fou l'objectiu més important durant el període de l'ocupació otomana, quan el turc otomà s'emprava a la majoria del món àrab. Des del seu establiment, hi han treballat notables experts en àrab i es va aconseguir tornar a estendre l'ús de l'àrab a les institucions de l'estat i a la vida quotidiana de molts països.
Els directors de l'Acadèmia han estat: 
- Muhammad Kurd Ali (1918-1953)
- Khalil Mardam Bey (1953-1959)
- Príncep Mustafa Shahabi (1959-1968)
- Dr. Husni Sabh (1968-1986)
- Dr. Shaker Al-Fahham (1986-2008)